# USS Hornet (CV-8)
El USS Hornet CV-8, setena nau en anomenar-se Hornet, va ser un portaavions classe Yorktown de la Marina dels Estats Units. Durant la II Guerra Mundial participà en el teatre del Pacífic, llançant l'atac de Doolittle sobre Tokio i combatent a la batalla de Midway i a l'atac de Buin-Faisi-Tonolai. Durant la campanya de les Illes Salomó va participar en la captura i defensa de Guadalcanal i a la batalla de les Illes Santa Cruz, on va quedar danyat sense reparació i enfonsat. El Hornet va estar en servei només un any i sis dies i va és el darrer portaavions que ha estat enfonsat pel foc enemic. Per aquestes accions, rebé quatre 4 Estrelles de Servei, una citació el 1995 per l'Atac de Doolittle, i el 8è Esquadró de Torpedes rebé una Citació Presidencial d'Unitat per l'heroisme extraordinari demostrat durant la batalla de Midway.

## II Guerra Mundial
El Hornet va ser botat el 14 de desembre de 1940 a les Drassanes Newport News de Newport News, Virginia batejat per Annie Reid Knox, muller de Frank M. Knox, Secretari de la Marina, i comissionat a Norfolk el 20 d'octubre de 1941, sota el comandament del capità Marc A. Mitscher.
Durant el període anterior a l'atac a Pearl Harbor, Hornet va fer les proves a l'Estació Naval de Norfolk. El seu armament va ser millorat el gener de 1942, retirant-se totes les metralladores Browning M2 de calibre .50 i substituint-les per canons antiaeris Oerlikon de 20mm. Una insinuació d'una missió futura va tenir lloc el 2 de febrer de 1942, quan salpà de Norfolk amb dos bombarders mitjans B-25 Mitchells de la Força Aèria. Un cop al mar, els avions van enlairar-se davant la sorpresa de la tripulació del Hornet. La tripulació no podia saber el sentit de l'experiment, car el Hornet tornà a Norfolk, es preparà per dirigir-se al combat, i el 4 de març salpà cap a la Costa Oest via el Canal de Panamà.

### L'atac de Doolittle, abril de 1942
El Hornet arribà a l'Estació Naval Aèria d'Alameda, Califòrnia el 20 de març de 1942. Amb els seus avions a la coberta d'hangars, a mitja tarda de l'1 d'abril carregà 16 B-25s a la coberta de vol. Sota el comandament del tinent coronel James H. Doolittle, embarcaren 70 oficials del USAAC i 64 soldats. Acompanyat de la seva escorta, el Hornet salpà d'Alameda el 2 d'abril sota ordres segellades. Aquell vespre, el capità Mitscher informà els seus homes quina era la seva missió: un atac de bombardeig sobre el Japó.
Onze dies després, el Hornet es reuní amb el USS Enterprise davant de Midway i la Task Force 16 (TF 16), dirigint-se cap a l'arxipèlag japonès. Amb l'Enterprise oferint cobertura de combat aeri, el Hornet havia de penetrar en aigües enemigues. Inicialment, havien d'apropar-se fins a 400 milles nàutiques (740km) de la costa japonesa; però al matí del 18 d'abril, una patrullera japonea, la Nitto Maru 23, descobrí la flota estatunidenca, sent després enfonsada pel Nashville. Preocupats que els japonesos haguessin estat alertats de la seva presència, Doolittle i el seu grup van haver d'enlairar-se prematurament des de 600 milles nàutiques (1.100km), en comptes de a només 450 milles nàutiques (830km). A causa d'aquesta decisió, cap dels 16 avions aconseguí arribar a on estava previst que aterressin a la Xina. Després de la guerra es descobrí que Tokio havia rebut el missatge del Nitto Maru de manera confusa i que havia estat enfonsat abans de poder enviar un missatge clar.
Mentre que el Hornet virava i es preparava per llançar els bombarders, que havien estat preparats per enlairar-se el dia abans, una ventada de més de 40 nusos va fer que el mar s'agités amb onades de 9 metres i marejades, fent que el vaixell s'aixequés violentament, amb les onades caient sobre la coberta, omplint d'aigua la coberta de vol i deixant xops els mariners que es trobaven allà. L'avió principal, comandat pel coronel Doolittle, només tenia 142 metres de coberta de vol per enlairar-se, mentre que el darrer B-25 es trobava amb el timó penjant. Doolittle, en el moment mateix d'enlairar-se, avançà per la coberta de vol, va girar al voltant del Hornet després d'enlairar-se i es dirigí cap al Japó. A les 09:20, els 16 avions ja es trobaven a l'aire, dirigint-se cap a la primera incursió estatunidenca contra les illes japoneses.

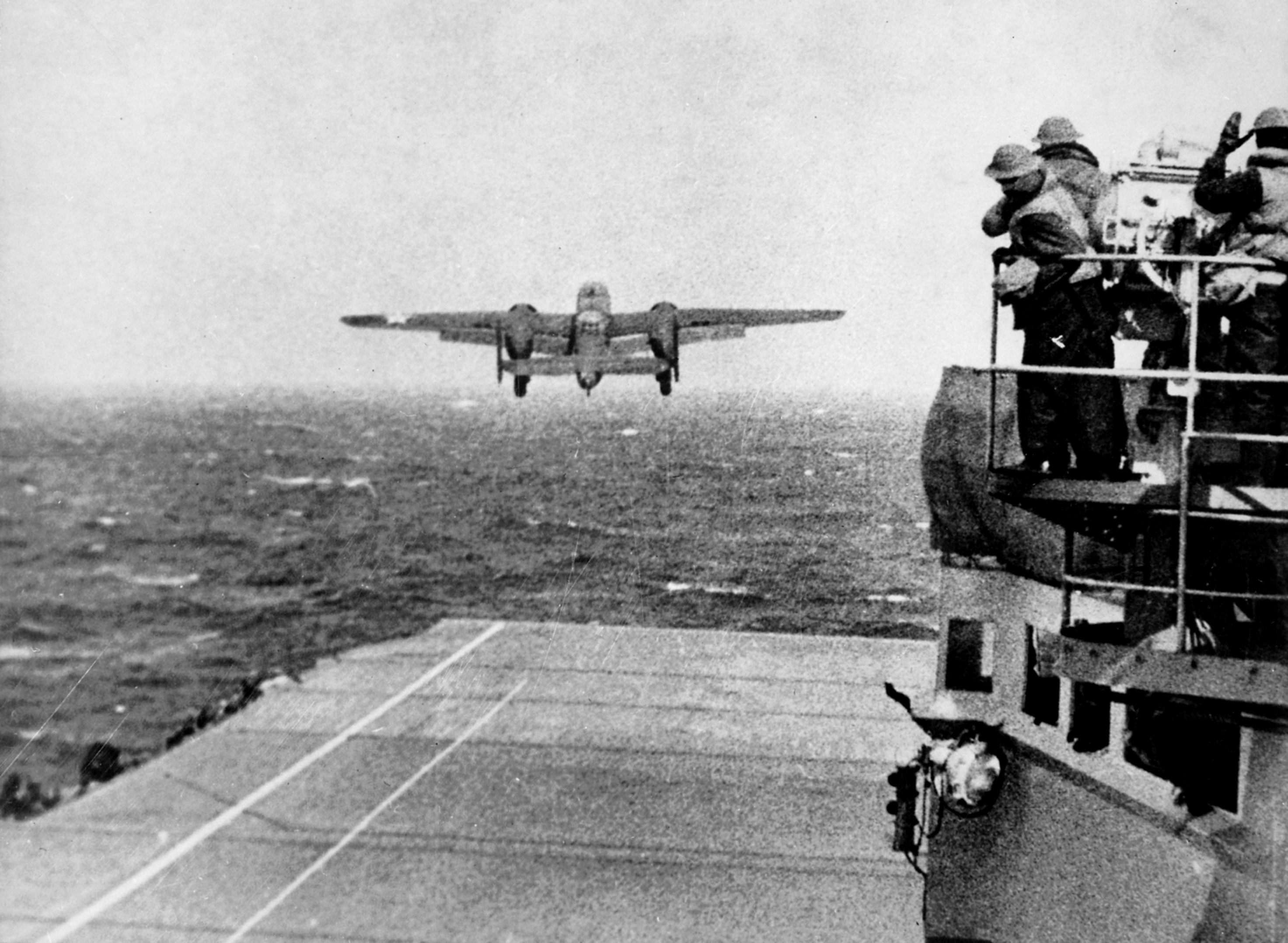
Un B-25 enlairant-se des del Hornet

El Hornet traslladà els seus avions a la coberta de vol mentre que la TF 16 es dirigia a tota velocitat cap a Pearl Harbor. Transmissions radiofòniques interceptades, tant en anglès com en japonès, confirmaren a les 14:46 l'èxit dels atacs. Exactament una setmana després menys una hora que els B-25 s'haguessin enlairat, el Hornet arribà a Pearl Harbor. La missió del Hornet va mantenir-se com a secret oficial durant un any; fins llavors el President Roosevelt es referí a la base des d'on s'havien enlairat els bombarders simplement com a "Shangri-La". Anys després, la USN donaria aquest nom a un portaavions.
El Hornet salpà de Pearl Harbor el 30 d'abril per ajudar el USS Yorktown i el USS Lexington a la batalla del mar del Corall, però els combats finalitzaren abans que arribés a lloc. El 4 de maig la Task Force 16 travessà l'equador, sent la primera vegada pel Hornet. Després d'executar conjuntament amb l'Enterprise una finta cap a Nauru i Banaba, fent que els japonesos anul·lessin l'operació prevista per conquerir aquestes illes, tornà a Hawaii el 26 de maig, salpant dos dies després per ajudar a rebutjar un assalt japonès esperat a Midway.

### Batalla de Midway, juny de 1942

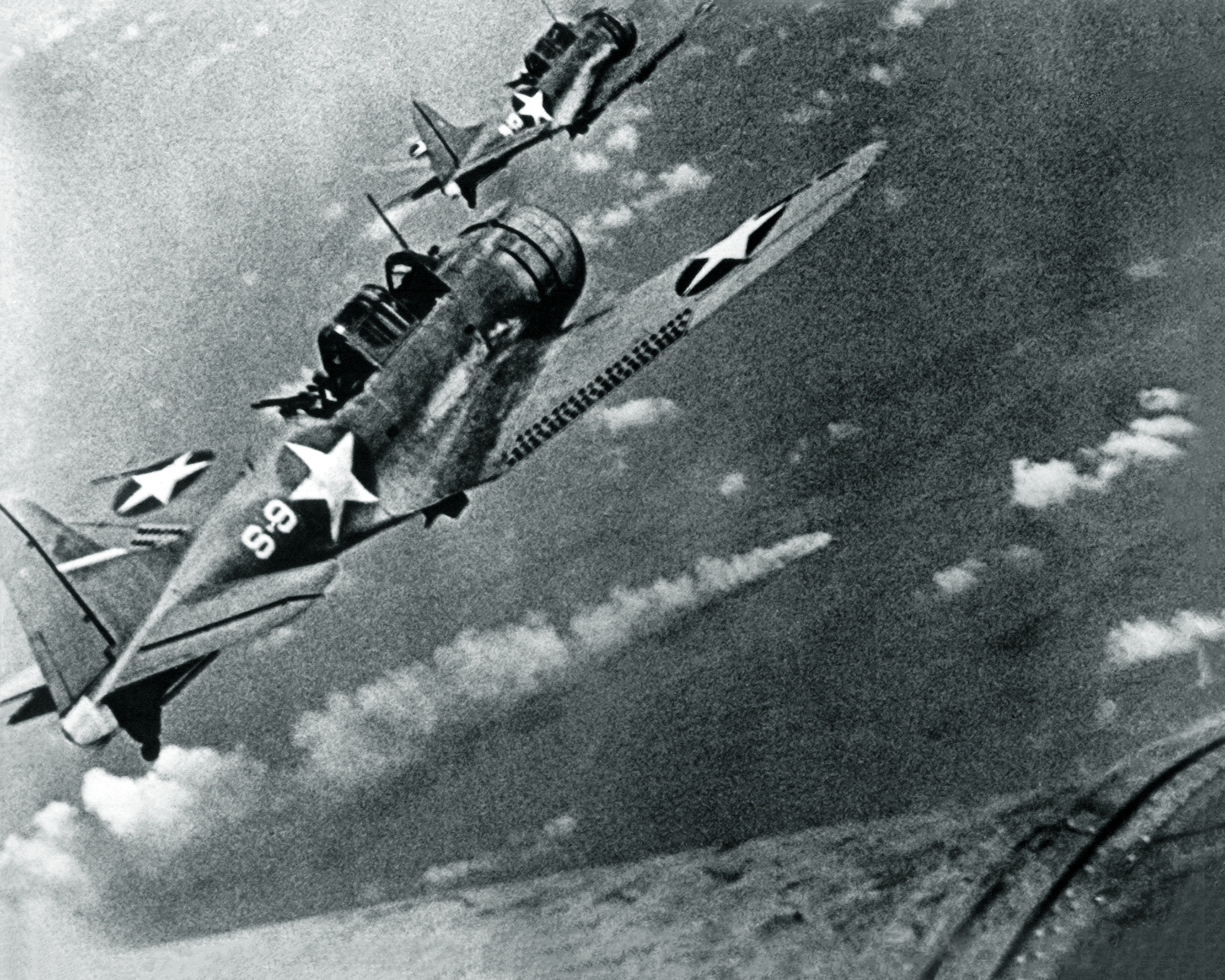
SBDs del Hornet a Midway

El 28 de maig, el Hornet i la Task Force 16 salparen de Pearl Harbor dirigint-se a Punt "Luck", una marca arbitrària a l'oceà a unes 325 milles al nord-est de Midway, on estarien en una posició de flanc per emboscar la força mòbil d'atac japonesa formada per 4 portaavions, la Kido Butai. S'informà que els avions japonesos es dirigien cap a Midway el matí del 4 de juny de 1942. El Hornet, el Yorktown i l'Enterprise llançaren els seus avions mentre que els portaavions japonesos es preparaven per a una segona onada sobre Midway. Els bombarders en picat del Hornet seguiren un vector incorrecte i no trobaren la flota enemiga. Diversos bombarders i tots els caces d'escorta van haver de tornar quan començaven a quedar-se curts de combustible. Quinze avions torpediners del Torpedo Squadron 8 (VT-8) i van trobar l'enemic i van llançar-se a l'atac, però van haver de fer front a una ferotge oposició dels caces japonesos a 8 milles nàutiques (15km), i sense caces que els escortessin, tots quinze van ser abatuts. L'alferes George H. Gay, USNR, va ser l'únic supervivent dels 30 tripulants.
Posteriors atacs dels torpediners de l'Enterprise i del Yorktown van ser igualment desastrosos, però van aconseguir que els portaavions japonesos estiguessin obligats a mantenir les seves cobertes buides per a les operacions de reavituallament, en lloc d'estar preparant un contraatac contra els americans. Els caces japonesos van acabar amb els torpediners sobre el Hiryū quan els bombarders en picat de l'Enterprise i del Yorktown van atacar, iniciant seriosos incendis als altres 3 portaavions japonesos. El Hiryū va rebre el vespre del 4 de juny durant un atac de l'Enterprise, i s'enfonsà el matí següent. Els avions del Hornet, llançat posteriorment a causa de la necessitat de recuperar els avions del Yorktown i el fracàs de les comunicacions, atacaren un cuirassat i d'altres escortes, però no aconseguiren cap impacte. El Yorktown va ser perdut per un atac aeri i submarí.
Els avions del Hornet atacaren la flota japonesa en retirada el 6 de juny de 1942, i col·laboraren en l'enfonsament del creuer pesat Mikuma, danyant un destructor i deixant el creuer pesat Mogami molt malmès i amb incendis. L'atac del Hornet contra el Mogami acabà amb una de les grans batalles navals decisives de la història. L'atol de Midway va salvar-se com una important base d'operacions estatunidenca a l'oceà Pacífic occidental. La fita més important va ser la destrucció de la força de portaavions japonesa, un cop del qual la Marina Imperial Japonesa mai no es recuperà. Els quatre grans portaavions enfonsats s'emportaren amb ells al fons del mar 250 avions navals i un alt percentatge del personal més entrenat i experimentat de manteniment, així com els pilots. La victòria a Midway va ser un punt d'inflexió decisiu a la guerra del Pacífic.

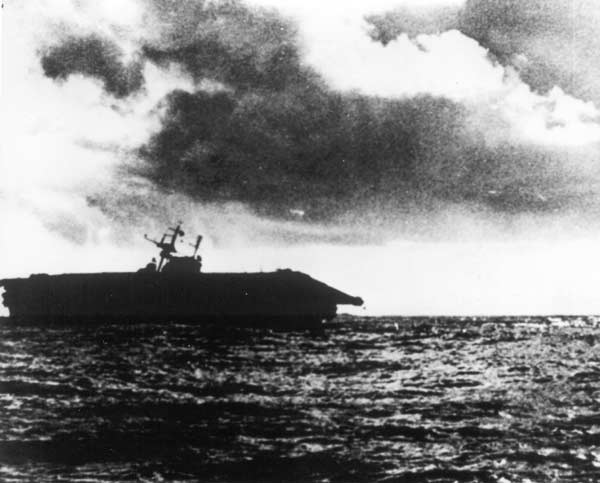
El Hornet, enfonsant-se i abandonat.

### Campanya de les Salomó, agost-octubre de 1942
Després de la batalla de Midway, se li instal·là un nou radar CXAM al capdamunt del seu pal trípode, i el seu radar SC va ser recol·locat al seu pal principal, se li afegí una nova metralladora quadruble d'1,1 polzades al seu arc, els seus canons antiaeris de 20mm passaren de 30 a 32, i s'eliminà la cataputa d'avions d'estribord.
El Hornet abandonà el port el 17 d'agost de 1942 per protegir les aproximacions marítimes a l'illa de Guadalcanal, a les illes Salómó. El 24 d'agost l'Enterprise va quedar malmès per una bomba, el Saratoga va quedar malmès per l'impacte d'un torpede el 31 d'agost, i el posterior enfonsament del Wasp el 15 de setembre va fer que només quedés el Hornet com a portaavions operatiu al Pacífic Sud. S'emportà la pitjor part en proveir de cobertura aèria sobre les illes Salomó fins al 24 d'octubre, quan se li uní l'Enterprise just al nord-oest de les illes Noves Hèbrides. Aquests dos portaavions i els seus escortes es dirigiren per interceptar una força japonesa que s'apropava a Guadalcanal.

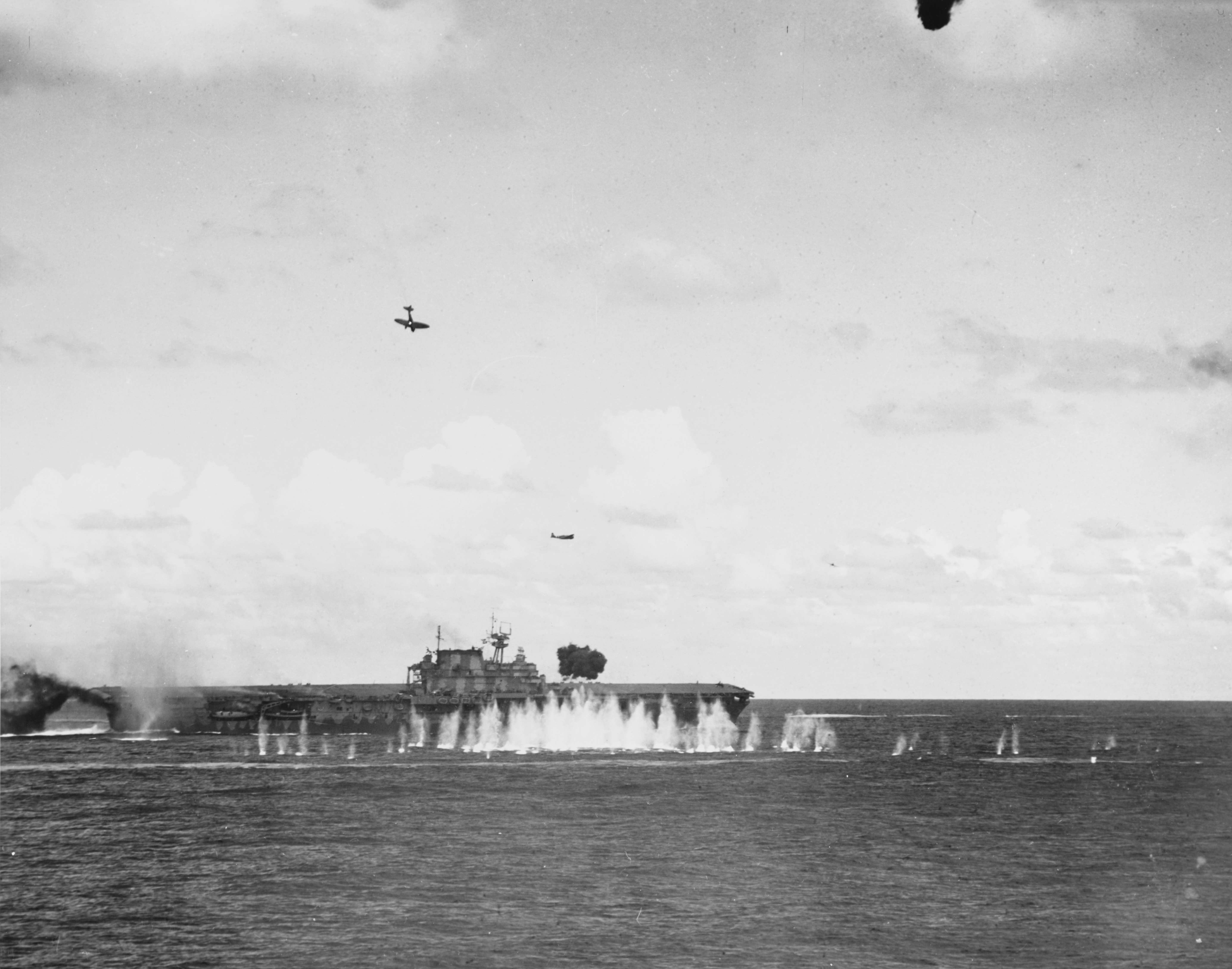
El Hornet sota un atac durant la batalla de les illes Santa Cruz

La batalla de les Illes Santa Cruz va tenir lloc el 26 d'octubre de 1942 sense que hi hagués contacte entre les naus de superfície. Aquell matí, els avions de l'Enterprise bombardejaren el Zuihō, mentre que els avions del Hornet danyaven seriosament el portaavions Shōkaku i el creuer pesat Chikuma. Dos creuers més també van ser atacats pels avions del Hornet. Mentrestant, el Hornet va ser atacat per un atac coordinat de bombarders en picat i torpediners. En un període de 15 minuts, el Hornet va rebre tres impactes de bombes dels bombarders en picat Aichi D3A "Val", i mentre que un dels Vals s'estavellava a la coberta de vol impactaren dos torpedes dels Nakajima B5N "Kate" i un altre Val s'estavellà a la coberta.
El contraalmirall George D. Murray ordenà al creuer pesat Northampton que remolqués el Hornet fora de l'acció. Com que els avions japonesos estaven atacant l'Enterprise, el Northampton va poder remolcar el Hornet a una velocitat de gairebé 5 nusos. Mentre que estava sent remolcat va tornar a ser atacat per una nova onada de torpediners. Un Kate aconseguí un altre tocat, i es donà l'ordre d'abandonar el vaixell. El capità Charles P. Manson, el darrer home a bord, s'enfilà per un costat, i els supervivents van ser recollits pels destructors d'escorta.
Els vaixells de guerra estatunidencs intentaren destruir el portaavions, que va rebre 9 torpedes, diversos dels quals no explotaren, i més de 400 projectils d'artilleria naval de 5 polzades dels destructors Mustin i Anderson. Els destructors s'allunyaren quan una flota de superfície japonesa entrà a la zona. En descobrir el portaavions en flames des d'on s'havia llançat l'atac de Doolittle uns mesos abans, els japonesos consideraren intentar capturar el Hornet com a trofeu de guerra, però finalment decidiren que estava massa malmès per intentar-lo capturat. Els destructors japonesos Makigumo i Akigumo finalment acabaren amb el Hornet amb quatre torpedes de 24 polzades. El 27 d'octubre a la 01:35, el Hornet finalment va enfonsar-se amb la pèrdua de 140 dels seus tripulants.
El Hornet va ser eliminat del Registre de la Flota Naval el 13 de gener de 1943. Malgrat això, el seu nom va reviure menys d'un any després quan un nou portaavions classe Essex va ser comissionat com a USS Hornet (CV-12).
A part del portaavions lleuger USS Princeton i diversos portaavions escorta, el Hornet va ser el darrer portaavions estatunidenc enfonsat pel foc enemic.

## Capitans
- Capt. Marc Andrew Mitscher, USN - 20 d'octubre de 1941 - 15 de juny de 1942
- Capt. Charles Perry Mason, USN - 15 de juny de 1942 - 27 d'octubre de 1942[22]

## Distincions
El Hornet va rebre quatre estrelles de batalla durant la II Guerra Mundial.
| Acció No. | Operació:Acció                   | Període de l'operació                    | Participació del CV-8 al període   | Estrelles de batalla atorgades | Notes |
| --------- | -------------------------------- | ---------------------------------------- | ---------------------------------- | ------------------------------ | --- |
| (1)       | Batalla de Midway                | 3–6 de juny de 1942                      | 3 de juny de 1942 – 6 juny de 1942 | Estrella de batalla            | El 8è Esquadró de Torpediners, del USS Hornet C-8, va rebre una Citació Presidencial d'Unitat per aquesta unitat per l'heroisme extraordinari i el servei distingit més enllà del compliment del deure. |
| (2)       | Atac Buin-Faisi-Tonolai          | 5 d'octubre de 1942                      | 5 d'octubre de 1942                | Estrella de batalla            | |
| (3)       | Captura i defensa de Guadalcanal | 10 d'agost de 1942 – 8 de febrer de 1943 | 16 d'octubre de 1942               | Estrella de batalla            | |
| (4)       | Batalla de les illes Santa Cruz  | 26 d'octubre de 1942                     | 26 d'octubre de 1942               | Estrella de batalla            | El USS Hornet CV-8 va ser enfonsat durant aquesta batalla després d'haver estat en servei durant un any i sis dies.                                                                                     |
|           |                                  |                                          | Total d'Estrelles de Batalla       | 4                              | |